# Humphrey Colles
Humphrey Colles (por volta de 1510 - c. 1570), de Barton Grange (Corfe, Somerset) e Nether Stowey, Somerset, foi um advogado inglês, agente de terras e político durante o reinado de Maria I. Colles serviu como MP por Somerset em 1554 e Alto Xerife de Somerset em 1557-8.